# マザンティ・エヴァントラ
マザンティ・エヴァントラ (Mazzanti Evantra) はイタリアの自動車メーカー、マザンティ・アウトモビリが製造しているスーパーカーである。
エヴァントラは、2013年のトップ・マルケス・モナコで世界初公開され、5台のみ製造される。

## 概要
2011年、ルカ・マザンティはデザイナーのZsolt Tarnok(現マザンティ・アウトモビリのチーフデザイナー)の支援を受け、エヴァントラの開発をスタートさせた。2012年、1/1サイズの模型が完成し、エヴァントラの製造に着手した。最終テストはモデナ公営のサーキット、アウトドローモ・ディ・モデナで行われた。2013年、エヴァントラはトップ・マルケス・モナコでワールドプレミアされた。エヴァントラはイタリアのトスカーナ州ポンテデーラで5台のみ製造される。エヴァントラという名称はエトルリア語に由来し、エトルリア人が不死の女神と呼んだ名前である。

## バリエーション

### エヴァントラ771
エヴァントラ771は2016年のボローニャモーターショーで発表された、エヴァントラのアップグレードモデルである。ベースのエヴァントラから20馬力高出力になっており、新改良されたエンジンは、最高出力782PS(771hp;575kW)/7,700rpm、最大トルク870Nm(642lb・ft)/6,890rpmを発揮する。最高速度は336km/h(209mph)で、0-60mph(0-97km/h)のタイムは約3秒と発表されている。タイヤはフロント325/25R20、リア255/30R20のピレリ Pゼロが装着されている。販売は2017年春に開始され、生産台数はベースのエヴァントラと同じく5台。

### エヴァントラ781
エヴァントラ781は771のアップグレードモデルであり、7.0L LS7エンジンを6.2L LT2エンジンに変更されている。最高出力は781hp(792PS;582kW)/6,400rpm、最大トルクは969Nm(715lb・ft)/4,400rpm。車両重量も増加し、771の1,300kgから50kg増加して1,350kgになっている。781は771からエンジンとサスペンションが微調整されたのみである。

### エヴァントラ ミッレカヴァッリ
エヴァントラ ミッレカヴァッリは2013年のトップ・マルケス・モナコで発表された。771に搭載された7.0L LS7を7.2Lに拡大、2組のターボチャージャーが取り付けられ、最高出力が1,000hp(1,014PS;746kW)へと向上した。0-60mph(0-97km/h)のタイムが2.7秒へと短縮された。エヴァントラ ミッレカヴァッリは時速300km/hから7秒で停止することができると発表されている。

### ミッレカヴァッリR
LS7が7.3Lにまで拡大され、最高出力が1,121hp(1,137PS;836kW)/6,500rpm、最大トルクが1,210Nm(892lb・ft)/6/500rpmとなった。車の寸法は変更されていないが、サーキットでのパフォーマンス向上のために空力性能が強化され、車両重量が1,300kgから1,380kgへと増加している。純正タイヤもピレリからミシュランへと変更されている。

### エヴァントラ プラ
エヴァントラ プラは、フィレンツェで開催された2021 Florence Biennale art Festivalで発表された。エンジンは781と共通で、0-100km/hのタイムは2.9秒、最高速度は300km/hを超えると発表された。プラはエヴァントラシリーズのエントリーモデルに位置しており、車体の軽さとコーナーでの柔軟性が重視されている。オプションで調整可能な独立型サスペンションを選択することもできる。ブレーキはフロントに6ポッドキャリパーと14.9インチ(378mm)ローター、リアに4ポッドキャリパーと14インチ(356mm)ローターを備えている。この車にはOZ Racingホイールが装着されており、フロント9.5インチ×19インチ、リア12インチ×20インチである。タイヤはフロント255/35R19、リア315/30R20のミシュランタイヤを装着している。7速シーケンシャルトランスミッションを介して後輪を駆動する。
- 771（フロントビュー）
- 771（サイドビュー）
- ミッレカヴァッリ
- プラ

## 参照
- モナコで発表、イタリアのスーパーカーMazzanti「Evantra」　https://www.gqjapan.jp/car/news/20130508/evantra